# 万国觉醒
《萬國覺醒》（舊名：文明覺醒）由上海莉莉丝网络科技有限公司於2018年在中國以外部分地區公測、2020年在中國大陸公測的經營策略遊戲。
該遊戲曾被上海市消费者权益保护委员会指出存在诱导玩家消费问题。截至2021年，该游戏已跌出中國大陸iOS畅销榜前20名。